# Hälsans gåva, dyra gåva
Hälsans gåva, dyra gåva är en psalm med text skriven av Johan Olof Wallin.
|  |
|  |

## Publicerad i
- 1819 års psalmbok som nr 369 under rubriken "För friska".[1]